# Wozniesienowka (rejon iwniański)
Wozniesienowka (ros. Вознесеновка) – wieś w Rosji, w obwodzie biełgorodzkim, w rejonie iwniańskim. W 2010 liczyła 916 mieszkańców.